# Eberhard Wenzel
Eberhard Wenzel (* 22. April 1896 in Pollnow; † 27. Januar 1982 in Künzelsau-Kocherstetten) war ein deutscher Kirchenmusiker und Komponist.

## Leben
Eberhard Wenzel studierte ab 1919 am Akademischen Institut für Schul- und Kirchenmusik in Berlin. Ab 1921 war er Musiklehrer zuerst an der Bismarck-Realschule, dann am Dorotheenstädtischen Gymnasium in Berlin. Nebenamtlich versah er den Organistendienst an der Dorfkirche in Berlin-Biesdorf. Er bildete sich außerdem bei Fritz Heitmann im Fach Orgel und bei Arnold Ebel im Fach Komposition weiter. 1922 heiratete er Käthe Helene Marga von Wedel. 1925 wurde er zum Organisten an St. Marien und St. Johannis in Neubrandenburg berufen. 1930 wechselte er an die Kirche St. Peter und Paul in Görlitz.
1947 übernahm Wenzel die Leitung der neugegründeten Kirchenmusikschule in Görlitz. Im Jahr darauf wurde er zum Landeskirchenmusikdirektor des Görlitzer Kirchengebietes ernannt. 1951 wurde er als Nachfolger von Kurt Fiebig zum Leiter der Kirchenmusikschule in Halle (Saale) berufen, ein Amt, das er bis 1965 innehatte. Im gleichen Jahr übersiedelte er mit seiner Gattin nach Stuttgart-Vaihingen, wo seine Tochter Rosemarie lebte. 1967 starb Wenzels Gattin an Krebs. Im Januar 1969 übersiedelte Wenzel nach Künzelsau-Kocherstetten, da sein Schwiegersohn eine Pfarrstelle im nahe gelegenen Schwaigern übernommen hatte.
Zu Eberhard Wenzels Schülern gehörten Lothar Graap, Dieter Wellmann und Eberhard Tzschoppe.

## Ehrungen
1962 verlieh die Universität Heidelberg Eberhard Wenzel die Ehrendoktorwürde. 1974 erhielt er den Johann-Wenzel-Stamitz-Preis.

## Werke (Auswahl)
- Ars moriendi, Szenisches Oratorium (1932)
- Emmaus, Kammeroratorium (1932)
- Das deutsche Herz, Oratorium auf einen Text von Ernst Moritz Arndt (1941)
- Die Berge des Heils, Oratorium (1949)
- Das Gleichnis, Zyklus in vier Teilen nach Gedichten von Siegbert Stehmann (1954)
- Missa alternatim cantata (1963)
- Media vita in morte sumus, Requiem für gemischten Chor und Orchester/Orgel (1968/69)
- Choralmesse für Orgel (1938)
- Toccata d-Moll (1943)
- Fuga variata (1955)
- Sonate für Orgel (1962)
- Variationen, Fuge und Epilog (Chaconne) über ein Thema von G.Ph.Telemann (1967)
- Präludium, Meditation und Toccata (1978)
- Suite b-Moll für Orchester (1938)
- Orchesterkonzert g-Moll (1947)
- Praeludium und Chaconne für Orchester (1969)